# Coppa Sabatini 1960
La Coppa Sabatini 1960, nona edizione della corsa, si svolse il 6 ottobre 1960 su un percorso di 225 km. La vittoria fu appannaggio dell'italiano Graziano Battistini, che completò il percorso in 6h19'00", precedendo i connazionali Cleto Maule e Armando Casodi.

## Ordine d'arrivo (Top 10)
| Pos. | Corridore           | Squadra        | Tempo    |
| ---- | ------------------- | -------------- | -------- |
| 1    | Graziano Battistini | Legnano        | 6h19'00" |
| 2    | Cleto Maule         | Philco TV      | s.t.     |
| 3    | Armando Casodi      | Atala          | a 0'05"  |
| 4    | Aurelio Cestari     | Ignis          | a 0'10"  |
| 5    | Vittorio Casati     | Legnano        | s.t.     |
| 6    | Idrio Bui           | Ghigi          | a 0'35"  |
| 7    | Oreste Magni        | Ignis          | a 1'35"  |
| 8    | Pietro Zoppas       | San Pellegrino | s.t.     |
| 9    | Amico Ippoliti      | Philco TV      | s.t.     |
| 10   | Giuseppe Dante      | Ignis          | s.t.     |